# Förnyalund
Förnyalund (FNL eller FöNyL, av partiet skrivet FörNyaLund) är ett lokalt politiskt parti i Lunds kommun. 
Viktiga frågor för partiet är att bevara och varsamt utveckla den medeltida stadskärnan på Lundabornas villkor, att inte exploatera den omgivande åkermarken och att värna om miljön, i alla små och stora kommunala projekt. Bland annat driver FörNyaLund politik för en grönare stad enligt principen 3-30-300. Partiet är också mycket engagerat i frågor som rör skola, kultur och fritid och seniorpolitik.
Partiet har sedan 2018 en kommunalrådsplats, som sedan januari 2024 innehas av FNL:s vice ordförande Ann Tångmark. Ordförande och partiledare är sedan 2020 Börje Hed. FNL är medlem i Lokala Partiers Nätverk.

## Politik
Lunds stadskärna
FörNyaLund har sedan bildandet 2014 profilerat sig inom stadsbyggnads- och kulturmiljöfrågor. Lunds medeltida stadskärna är en ovärderlig tillgång för Lundaborna och FNL ser det som en viktig uppgift att bevara och varsamt utveckla detta kulturarv för kommande generationer.
Skola och seniorpolitik

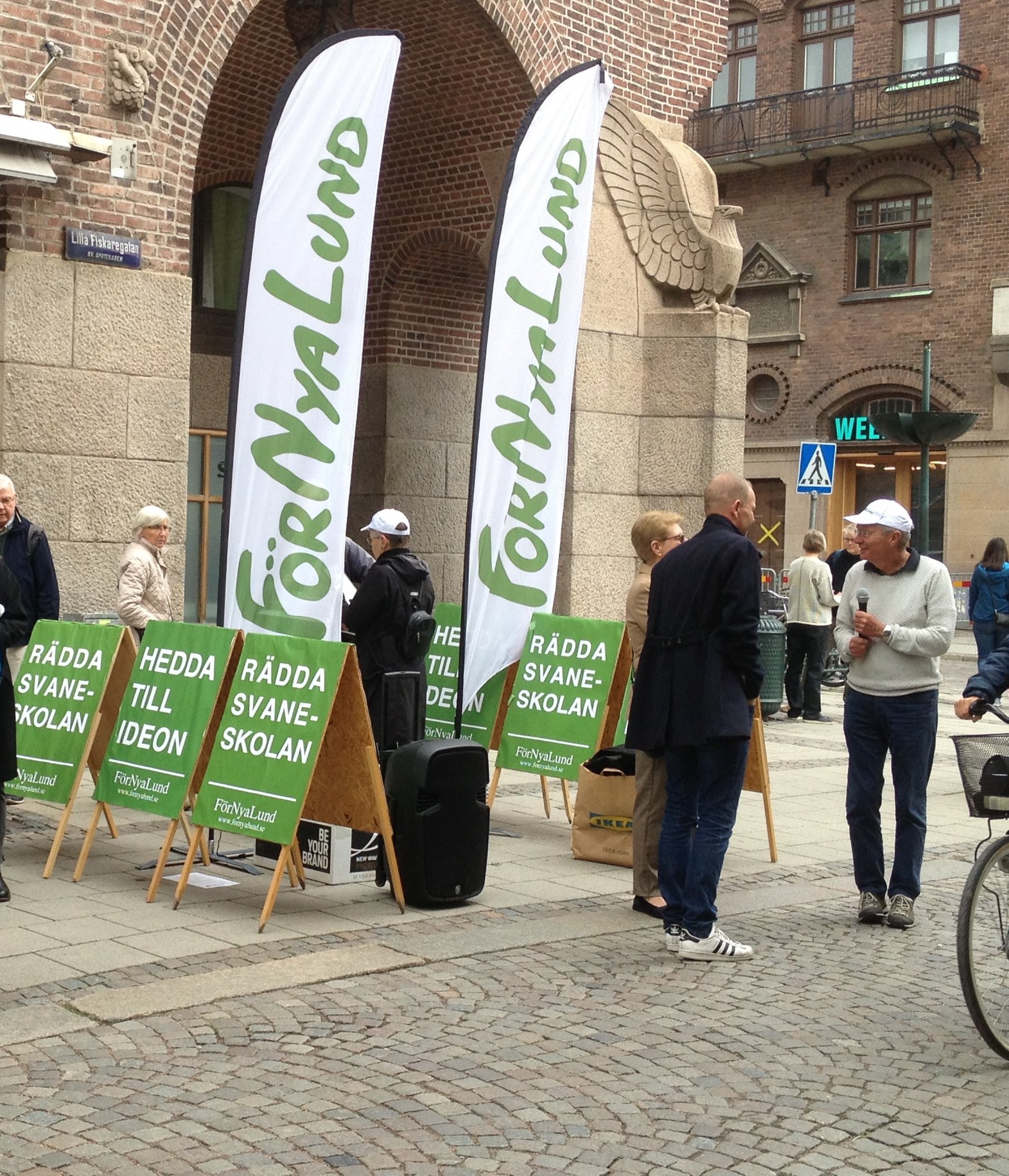
FörNyaLund på Lilla Fiskaregatan i Lund 22 sep 2019. Partiet var emot att den nyrenoverade Svaneskolan skulle rivas.

FNL har även starkt engagemang i kommunens kärnverksamheter – vård, skola och omsorg. I skol- och utbildningsfrågor fokuserar partiet bland annat på tryckta läromedel, skolor i varje stadsdel, behålla skolor i Lunds byar samt mindre barngrupper i förskolan. 
Seniorpolitik är ett prioriterat område där partiet arbetar för ett ökat byggande av olika former av bostäder för seniorer, anpassade till enskildas krav och möjligheter. FNL värnar om Träffpunkter, fungerande måltidsservice och övrig verksamhet för Lunds seniorer. Bland annat har FNL initierat kommunens samarbete med Dalby måltidsgille för pensionärer. Partiet arbetar även för gratis bussresor för alla pensionärer i Lunds kommun.
Skydda åkermarken
En annan viktig fråga för partiet är att skydda den omgivande produktiva jordbruksmarken från bebyggelse, för såväl framtida matförsörjning som för den ekologiska mångfalden. Partiet driver aktivt denna fråga i samarbete med lokala partier i andra skånska kommuner.
Den gröna staden
FörNyaLund har även ett starkt engagemang i miljö- och klimatfrågor. Miljöexperter har slagit fast att minst 30 % av ett stadskvarter behöver täckas av trädkronor för att motverka klimatförändringarna. FörNyaLund arbetar för att den så kallade 3-30-300 regeln ska införas i Lund. Regeln innebär att alla ska kunna se minst tre träd från sitt hem, ha max 300 m till ett grönområde samt att krontäckningsgraden ska vara 30 procent.
Gröna städer bidrar till att invånarna mår bättre och blir friskare och att risken för översvämningar reduceras. FörNyaLund arbetar för att Lunds kommun ska införa de internationella riktlinjer som finns.
 Järnvägstunnel genom Lund 
FNL anser att det inte bör byggas fler spår i markplan från Lund C till station Klostergården eftersom det skulle innebära för stora ingrepp i kulturmiljön. Dessutom skulle den barriär som järnvägen redan utgör förstärkas ytterligare. Den bästa lösningen för tillkommande spår är att bygga en tunnel under stationen.

## Historia
Partiet bildades i januari 2014 av motståndare till den spårväg som då planerades från Clemenstorget i Lunds stadskärna till ESS. Vid kommunvalet 2014 erhöll FNL 6,37 % av rösterna och fyra mandat i kommunfullmäktige. Under mandatperioden hade partiet en framträdande plats i kommunpolitiken. 
I valet 2018 stärkte FNL sin position och gick fram till 8,57 % och sex mandat. Partiet fick en vågmästarroll och efter förhandlingar med C, Fi, KD, L, M, MP, S samt V valde FörNyaLund att bli en del av den så kallade Lundakvintetten (C, FNL, KD, L och M) som fick majoritet. FörNyaLund fick representation i alla kommunala nämnder. Partiet fick ordförandeposten i Tekniska nämnden och Kultur- och fritidsnämnden samt vice-ordförandeposten i Byggnadsnämnden.
I valet 2022 fick FörNyaLund 6,38 % av rösterna. Förhandlingar fördes med partier på både höger- och vänstersidan och slutligen kom FNL att ingå i en så kallad Mittenopposition tillsammans med C, L och MP.  Partiets kommunalråd blev då oppositionsråd, ett uppdrag som innehades av Jan Annerstedt fram till januari 2024 då Ann Tångmark tog över.
FörNyaLund är under nuvarande mandatperiod representerad i Byggnadsnämnden, Tekniska nämnden, Servicenämnden, Kultur- och fritidsnämnden, Barn- och skolnämnden, Utbildningsnämnden samt i nämnden för Vård och omsorg. FNL sitter också i Kommunfullmäktige och Kommunstyrelsen samt i kommunala styrelser som Höje å vattenråd, Kommunrevisionen, Kraftringen AB, Lunds kommuns fastighets ABs styrelse (LKF), Renhållningsstyrelsen, VA SYD och Överförmyndarmyndigheten, för att nämna några.
Partiets ledning
FörNyaLunds första ordförande var historieprofessorn och tidigare folkpartisten Sverker Oredsson. Han efterträddes 2015 av Anne Landin, professor i byggvetenskaper vid LTH (Lunds Tekniska Högskola). År 2018 efterträddes Anne Landin av Maria Nermark, psykolog och ordförande för Region Skånes Psykologförening. Ann Tångmark, arkitekt, blev ny ordförande i partiet 2019 och är idag vice ordförande. Hon efterträddes av Börje Hed, doktor i transportteknik, 2020. Sedan mars 2025 är Johanna Kyander ordförande för FörNyaLund.
Anne Landin var FörNyaLunds första partiföreträdare vid valet 2014. Börje Hed blev FNL:s första kommunalråd efter valet 2018. Han blev också ordförande i det nyinrättade upphandlingsutskottet, som skapades efter av kritik mot kommunens upphandlingsrutiner.  Jan Annerstedt, professor i hållbar utveckling tog över som kommunalråd efter Börje Hed 2020.

## Valresultat
| År   | Röster | %    | Mandat  |
| ---- | ------ | ---- | ------- |
| 2014 | 4 834  | 6,37 | 4 av 65 |
| 2018 | 6 870  | 8,57 | 6 av 65 |
| 2022 | 5 249  | 6,38 | 4 av 65 |